# Syngonium dodsonianum
Syngonium dodsonianum är en kallaväxtart som beskrevs av Thomas Bernard Croat. Syngonium dodsonianum ingår i släktet Syngonium och familjen kallaväxter. Inga underarter finns listade.